# Andrés Manuel López Obrador
Andrés Manuel López Obrador (født 13. november 1953 i Villa de Tepetitán, Mexico) er en mexicansk politiker, var  Mexicos præsident 1. december 2018 til 30. septeber 2024. Han var leder af hovedstadsdistriktet fra 2000-2005 og deltog ved præsidentvalgene i 2006 og 2012 uden at blive valgt.